# Erími
Erími är en ort i Cypern.   Den ligger i distriktet Eparchía Lemesoú, i den södra delen av landet, 70 km sydväst om huvudstaden Nicosia. Erími ligger 77 meter över havet och antalet invånare är 1 493. Den ligger på ön Cypern.
Terrängen runt Erími är platt åt sydost, men åt nordväst är den kuperad. Havet är nära Erími åt sydväst.Trakten runt Erími är ganska tätbefolkad, med 248 invånare per kvadratkilometer. Närmaste större samhälle är Limassol, 11,0 km öster om Erími. Trakten runt Erími består till största delen av jordbruksmark.
Klimatet i området är subalpint. Årsmedeltemperaturen i trakten är 21 °C. Den varmaste månaden är augusti, då medeltemperaturen är 32 °C, och den kallaste är februari, med 9 °C. Genomsnittlig årsnederbörd är 572 millimeter. Den regnigaste månaden är januari, med i genomsnitt 123 mm nederbörd, och den torraste är augusti, med 2 mm nederbörd.